# Pleuretra proxima
Pleuretra proxima är en hjuldjursart som beskrevs av Bartos 1963. Pleuretra proxima ingår i släktet Pleuretra och familjen Philodinidae. Inga underarter finns listade i Catalogue of Life.